# Ornithogalum degenianum
Ornithogalum degenianum är en sparrisväxtart som beskrevs av Polg. Ornithogalum degenianum ingår i släktet stjärnlökar, och familjen sparrisväxter. Inga underarter finns listade i Catalogue of Life.